# Francisco Padilla
Francisco Montecillo Padilla (Cebu City, 17 september 1953) is een Filipijns geestelijke en een diplomaat van de Romeinse Curie.
Padilla werd tot priester gewijd op 21 oktober 1976. Op 1 april 2006 werd hij benoemd tot apostolisch nuntius voor Papoea-Nieuw-Guinea en de Salomonseilanden. Tevens werd hij benoemd als titulair aartsbisschop van Nebbio; zijn bisschopswijding vond plaats op 23 mei 2006. Op 10 november 2011 werd Padilla benoemd tot nuntius voor Tanzania.
Op 5 april 2016 volgde de benoeming van Padilla tot nuntius voor Koeweit en tot apostolisch gedelegeerde voor het Arabisch schiereiland. Op 26 april 2016 werd hij tevens benoemd tot nuntius voor Bahrein en de Verenigde Arabische Emiraten. Op 30 juli 2016 werd hij tevens benoemd tot nuntius voor Jemen. Op 6 mei 2017 werd hij tevens benoemd tot nuntius voor Qatar.
Op 17 april 2020 werd Padilla benoemd tot nuntius voor Guatemala.
- International Standard Name Identifier: 0000 0000 7666 7996
- Virtual International Authority File: 104617572